# Поэтика Достоевского

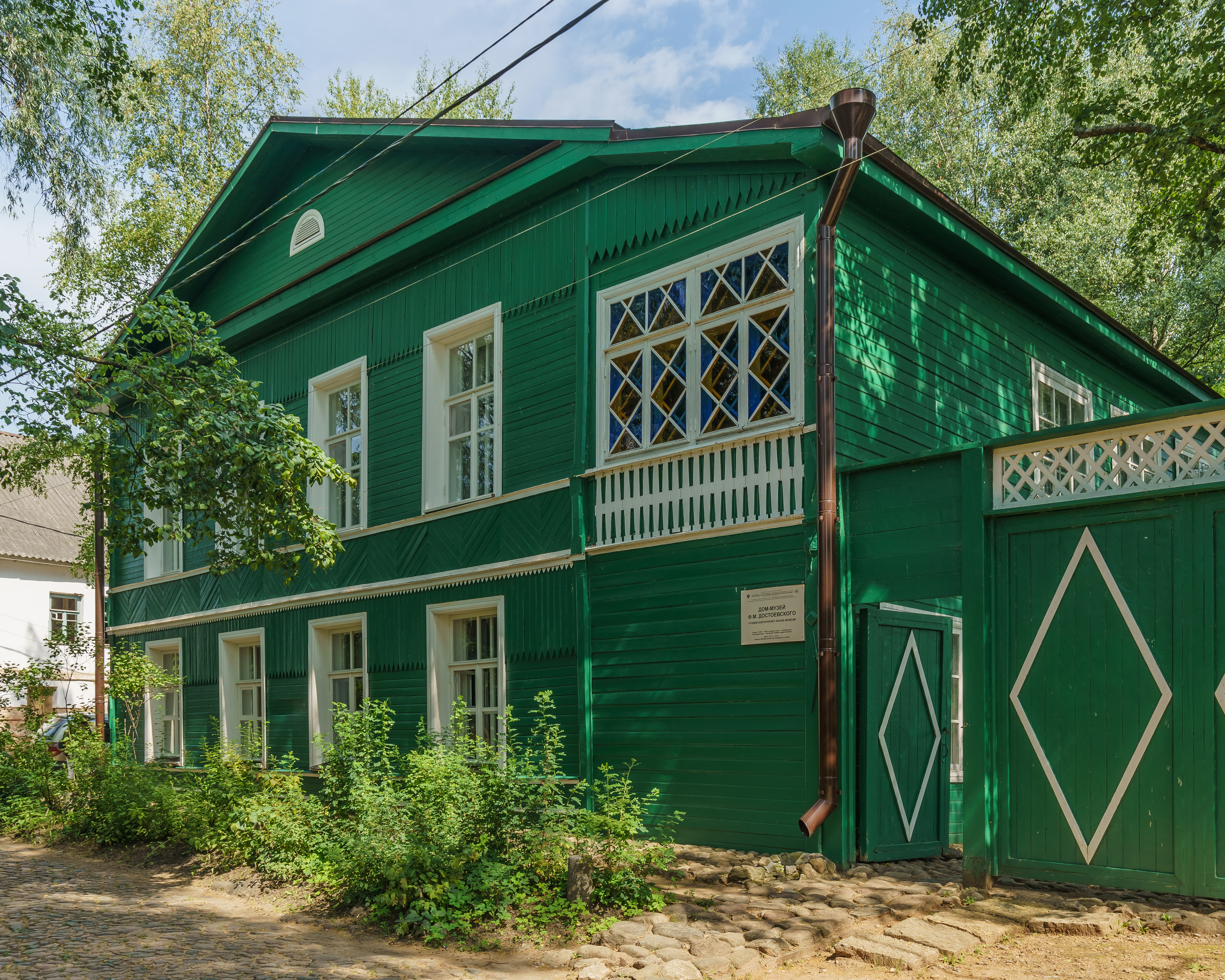
Дом-музей писателя в Старой Руссе

Поэтика Достоевского — объект изучения достоевистики как раздела литературоведения, исследующей особенности структуры, формы и техники (средств, приёмов) произведений Ф. М. Достоевского.

## Взгляд современников XIX века
В 1923 году А. З. Штейнберг писал: «В XIX веке русская критика оценивала творчество Достоевского с точки зрения высказанных им идей эстетики (Белинский,  Добролюбов, Михайловский, Иванов-Разумник)».

## Начало исследований
Первые исследования поэтики Достоевского относятся к 1920-х годам, когда вышли работы литературоведов Ю. Н. Тынянова в 1921 году (формальный метод), Б. М. Энгельгардта в 1924 году, Л. П. Гроссмана в 1925 году, М. М. Бахтина в 1929 году, В. Ф. Переверзева (социологический метод; 1-е изд. 1912, 3-е — 1928).

## Современность
В настоящее время наряду с термином «поэтика» используются понятия «интертекстуальность» и «герменевтика».
Как показал О. М. Ноговицын в своей работе, Достоевский является самым ярким представителем «онтологической», «рефлексивной» поэтики, которая в отличие от традиционной, описательной поэтики, оставляет персонажа в некотором смысле свободным в своих отношениях с текстом, который его описывает (то есть для него миром), что проявляется в том, что он осознает своё с ним отношение и действует, исходя из него. Отсюда вся парадоксальность, противоречивость и непоследовательность персонажей Достоевского. Если в традиционной поэтике персонаж остаётся всегда во власти автора, всегда захвачен происходящими с ним событиями (захвачен текстом), то есть остаётся всецело описательным, всецело включённым в текст, всецело понятным, подчинённым причинам и следствиям, движению повествования, то в онтологической поэтике мы впервые сталкиваемся с персонажем, который пытается сопротивляться текстуальным стихиям, своей подвластности тексту, пытаясь его «переписать». При таком подходе писательство есть не описание персонажа в многообразных ситуациях и положениях его в мире, а сопереживание его трагедии — его своевольному нежеланию принять текст (мир), который неизбывно избыточен по отношению к нему, потенциально бесконечен.
Впервые на такое особое отношение Достоевского к своим персонажам обратил внимание М. М. Бахтин, который расценивал писателя «одним из величайших новаторов в области художественной формы», значение которого «выходит за пределы только романного творчества и касается некоторых основных принципов европейской эстетики. Можно даже сказать, что Достоевский создал как бы новую художественную модель мира, в которой многие из основных моментов старой художественной формы подверглись коренному преобразованию».